# Ghislenghien

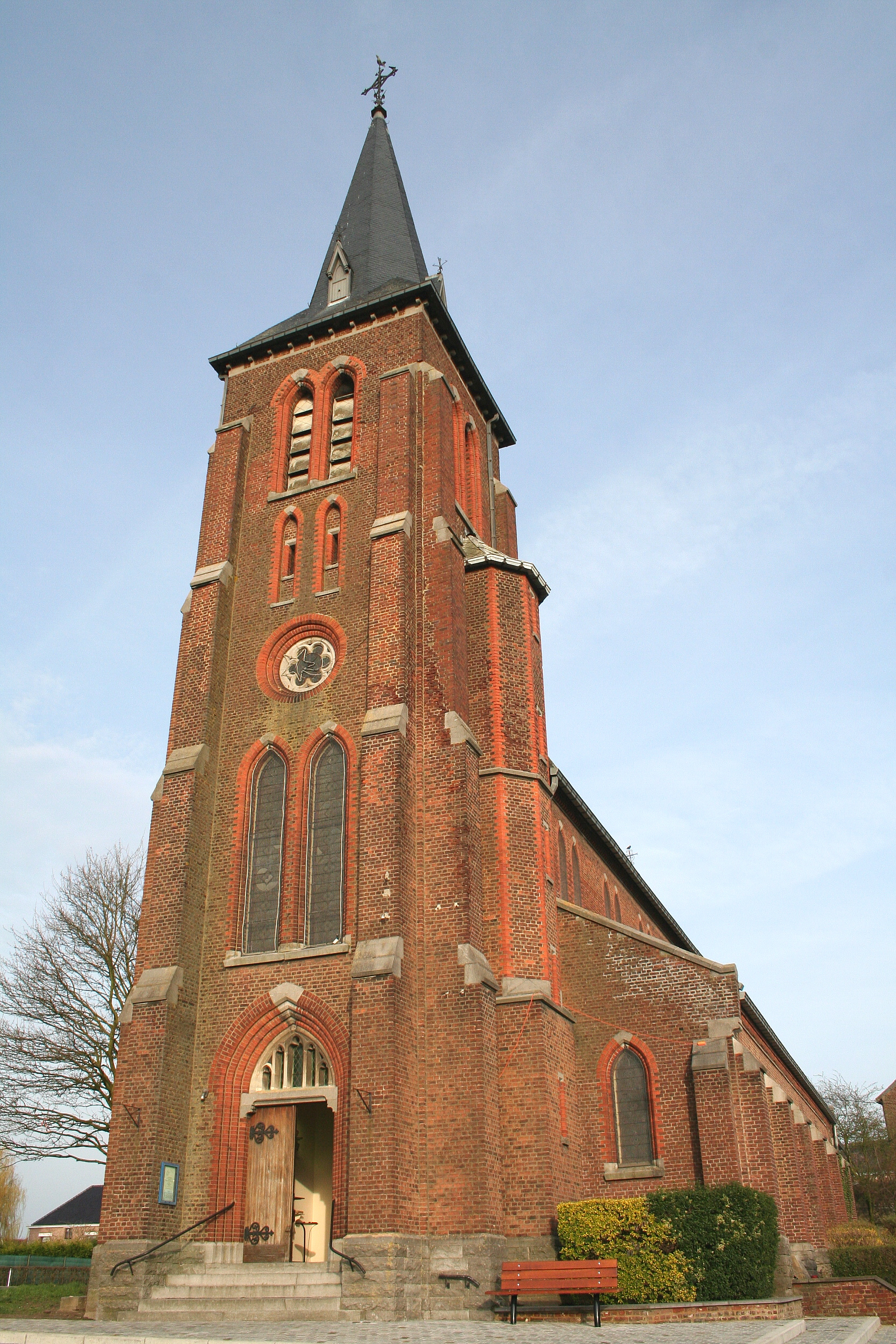
Die dem Evangelisten Johannes geweihte Kirche wurde im Jahr 1906 erbaut.

Ghislenghien (ndl.: Gellingen) ist ein Ort in Belgien in der Provinz Hennegau nahe der Stadt Ath und hat rund 3000 Einwohner. Das Dorf war früher eine selbstständige Gemeinde und wurde im Rahmen der Gemeindereform von 1976 nach Ath eingemeindet.

## Gasexplosion
Der Ort geriet in die Schlagzeilen, als sich dort am 30. Juli 2004 in einem Industriegebiet ein schweres Explosionsunglück an einer Gaspipeline ereignete. Auf dem entsprechenden Grundstück wurde zu dem Zeitpunkt ein neues Fabrikgebäude für Diamant Boart, ein Tochterunternehmen des Geräteherstellers Husqvarna, errichtet. Entstehen sollte die Halle direkt über der unter einem Hochdruck von 80 Bar stehenden Erdgasfernleitung von Zeebrügge zur französischen Grenze. Nutzer dieser Leitung war das Gastransportunternehmen Fluxys. Offenbar kam es von Seiten der Bauarbeiter zu einer versehentlichen Beschädigung der Leitung. Gegen 8:30 Uhr hatten einige von ihnen wegen starken Gasgeruchs die Feuerwehr alarmiert. Offenbar entzündete anschließend ein Funke das austretende Gas. Um 08:56 Uhr – das Gebiet sollte gerade abgesperrt werden – ereigneten sich mehrere schwere Explosionen, die drei Fabrikhallen zerstörten, einen tiefen Krater rissen und die Leitung auf einer Länge von über 200 Metern zerfetzten. Die Flammen – gefilmt von zahlreichen Anwohnern und Schaulustigen – schlugen bis zu 100 Meter hoch in den Himmel und waren noch aus 15 Kilometern Entfernung zu erkennen. Bei der Katastrophe starben 24 Personen, über 132 erlitten teils schwere Verletzungen. Unter den Opfern waren vorwiegend Brandbekämpfer, Mitarbeiter der Fabrik und Autoinsassen von einer nahen Straße. Die Druckwelle schleuderte Autos teilweise über Entfernungen von mehreren Dutzend Metern. Seitens der Behörden wurde Katastrophenalarm ausgelöst. Zur Unterstützung der Rettungsarbeiten kamen auch Einheiten der belgischen Streitkräfte zum Einsatz, wie beispielsweise Militärhubschrauber. Das Nachbarland Frankreich entsandte 100 Mediziner, vier Hubschrauber und 20 Rettungsfahrzeuge. Alle Krankenhäuser Belgiens wurden alarmiert und auch Kliniken in Nordfrankreich nahmen Verletzte auf.
Im Mai 2009 begann vor dem Strafgericht in Tournai die Verhandlung zur Klärung der Schuldfrage. Neben Fluxys und Husqvarna mussten sich auch Baufirmen, Verantwortliche der Feuerwehr und örtliche Behörden verantworten. Die Staatsanwaltschaft sah die Hauptschuld bei den beiden Unternehmen – eine Argumentation, der die Richter nicht folgten. Am 22. Februar 2010 wurde das 286 Seiten lange Urteil verkündet, das beide Konzerne freisprach. Demnach sei Fluxys nicht verpflichtet gewesen, bei Bauarbeiten über den von ihr genutzten Gasleitungen die Einhaltung der Sicherheitsvorschriften zu überwachen. Einen Architekten, der für Husqvarna die Bauarbeiten der neuen Fabrik geleitet hatte, befand man dagegen wegen fehlender Sicherheitsvorkehrungen und fahrlässiger Tötung für schuldig.